# Arabela Fernández Rabener
Arabela Fernández Rabener (* 20. Oktober 1990) ist eine ehemalige spanische Tennisspielerin.

## Karriere
Fernández Rabener spielte hauptsächlich auf Turnieren des ITF Women’s Circuit, bei denen sie drei Titel im Einzel und 14 im Doppel gewann.

## Turniersiege

### Einzel
| Nr. | Datum           | Turnier             | Kategorie   | Belag     | Finalgegnerin  | Ergebnis       |
| --- | --------------- | ------------------- | ----------- | --------- | -------------- | -------------- |
| 1.  | 14. August 2011 | Gijón               | ITF $10.000 | Hartplatz | Diana Stomlega | 6:3, 6:4       |
| 2.  | 14. April 2013  | Scharm asch-Schaich | ITF $10.000 | Hartplatz | Natalia Kołat  | 6:4, 6:3       |
| 3.  | 28. April 2013  | Scharm asch-Schaich | ITF $10.000 | Hartplatz | Jana Sisikowa  | 3:6, 6:4, 7:63 |

### Doppel
| Nr. | Datum              | Turnier                    | Kategorie   | Belag     | Partnerin               | Finalgegnerinnen                            | Ergebnis         |
| --- | ------------------ | -------------------------- | ----------- | --------- | ----------------------- | ------------------------------------------- | ---------------- |
| 1.  | 5. Dezember 2010   | Vinaròs                    | ITF $10.000 | Sand      | Anna Arina Marjenko     | Cristina Dinu Ionela-Andreea Iova           | 7:64, 7:5        |
| 2.  | 12. Dezember 2010  | Benicarló                  | ITF $10.000 | Sand      | Anna Arina Marjenko     | Anastasia Grymalska Andreea Văideanu        | 6:3, 7:61        |
| 3.  | 28. Mai 2011       | Getxo                      | ITF $10.000 | Sand      | Eva Fernández-Brugués   | Russland Sheila Solsona-Carcasona           | 7:5, 6:1         |
| 4.  | 27. April 2013     | Scharm asch-Schaich        | ITF $10.000 | Hartplatz | Elena-Teodora Cadar     | Olga Doroschina Laura Pigossi               | 6:4, 6:3         |
| 5.  | 15. Juni 2013      | Guimarães                  | ITF $10.000 | Hartplatz | Natela Dsalamidse       | Tess Sugnaux Rita Vilaca                    | 3:6, 6:3, [10:3] |
| 6.  | 5. Juli 2013       | Denain                     | ITF $25.000 | Sand      | Tatiana Búa             | Laura-Ioana Paar Dia Ewtimowa               | 7:5, 6:2         |
| 7.  | 30. November 2013  | Scharm asch-Schaich        | ITF $10.000 | Hartplatz | Liudmila Vasilyeva      | Ilze Hattingh Madrie Le Roux                | 6:0, 6:2         |
| 8.  | 21. Juni 2014      | Scharm asch-Schaich        | ITF $10.000 | Hartplatz | Despina Papamichail     | Mai El Kamash Yasmin Hamza                  | 6:3, 6:3         |
| 9.  | 3. August 2014     | Bad Saulgau                | ITF $25.000 | Sand      | Diana Enache            | Rebecca Peterson Hilda Melander             | 7:5, 6:3         |
| 10. | 28. März 2015      | Scharm asch-Schaich        | ITF $10.000 | Hartplatz | Lina Gjorcheska         | Anna Morgina Julia Terziyska                | 6:3, 7:64        |
| 11. | 11. April 2015     | Kairo                      | ITF $10.000 | Sand      | Christina Shakovets     | Alina Mikhejewa Naomi Totka                 | 6:4, 6:2         |
| 12. | 16. September 2016 | Madrid                     | ITF $10.000 | Hartplatz | María Martínez Martínez | Mathilde Armitano Melina Ferrero            | 6:3, 6:1         |
| 13. | 23. September 2016 | Madrid                     | ITF $10.000 | Hartplatz | Charlotte Römer         | Ainhoa Atucha Gomez Maria Jose Luque Moreno | 6:2, 2:6, [10:4] |
| 14. | 18. August 2017    | Las Palmas de Gran Canaria | ITF $15.000 | Sand      | Fatma Al-Nabhani        | Victoria Bosio Kana Daniel                  | 2:6, 7:5, [10:5] |